# يوري بيلكو
يوري بيلكو (بالسلوفينية: Jure Pelko)‏ مواليد 17 مايو 1990 في بيتوج، جمهورية يوغوسلافيا الاشتراكية الاتحادية، هو لاعب كرة سلة سلوفيني. بدأ مسيرته الاحترافية في سنة 2006. يلعب مع نادي أوليمبيا لكرة السلة كلاعب هجوم خلفي. يحمل الرقم 10.

## المسيرة الاحترافية
لعب مع زلاتوروج لاشكو من سنة 2009 إلى 2011، ثم لعب مع نادي دومجاله لكرة السلة في سنة 2015، ثم لعب مع نادي أوليمبيا لكرة السلة في سنة 2016.

## روابط خارجية
- يوري بيلكو على موقع الاتحاد الدولي لكرة السلة (الإنجليزية)
- يوري بيلكو على موقع الدوري الأوروبي لكرة السلة (الإنجليزية)
- يوري بيلكو على موقع كرة السلة الأوروبية.كوم (الإنجليزية)
- يوري بيلكو على موقع ريلجم (الإنجليزية)
- يوري بيلكو على موقع بروبوليرز (الإنجليزية)
- يوري بيلكو على موقع سبورتس رفرنس (الإنجليزية)